# Saint-Sulpice (Savoia)
Saint-Sulpice és un municipi francès situat al departament de la Savoia i a la regió d'Alvèrnia-Roine-Alps. L'any 2007 tenia 707 habitants.

## Demografia

### Població
El 2007 la població de fet de Saint-Sulpice era de 707 persones. Hi havia 251 famílies de les quals 36 eren unipersonals (32 homes vivint sols i 4 dones vivint soles), 85 parelles sense fills, 114 parelles amb fills i 16 famílies monoparentals amb fills.
La població ha evolucionat segons el següent gràfic:
Habitants censats

### Habitatges
El 2007 hi havia 280 habitatges, 252 eren l'habitatge principal de la família, 13 eren segones residències i 14 estaven desocupats. 264 eren cases i 16 eren apartaments. Dels 252 habitatges principals, 224 estaven ocupats pels seus propietaris, 22 estaven llogats i ocupats pels llogaters i 6 estaven cedits a títol gratuït; 2 tenien una cambra, 8 en tenien dues, 17 en tenien tres, 58 en tenien quatre i 167 en tenien cinc o més. 240 habitatges disposaven pel capbaix d'una plaça de pàrquing. A 77 habitatges hi havia un automòbil i a 166 n'hi havia dos o més.

### Piràmide de població
La piràmide de població per edats i sexe el 2009 era:
| Homes | Edats   | Dones |
| ----- | ------- | ----- |
| 0     | 95 o +  | 0     |
| 0     | 90 a 94 | 4     |
| 4     | 85 a 89 | 4     |
| 0     | 80 a 84 | 0     |
| 12    | 75 a 79 | 8     |
| 0     | 70 a 74 | 16    |
| 8     | 65 a 69 | 16    |
| 12    | 60 a 64 | 8     |
| 20    | 55 a 59 | 28    |
| 24    | 50 a 54 | 32    |
| 48    | 45 a 49 | 12    |
| 44    | 40 a 44 | 32    |
| 24    | 35 a 39 | 40    |
| 16    | 30 a 34 | 20    |
| 4     | 25 a 29 | 4     |
| 28    | 20 a 24 | 4     |
| 32    | 15 a 19 | 32    |
| 20    | 10 a 14 | 44    |
| 12    | 5 a 9   | 24    |
| 24    | 0 a 4   | 32    |

## Economia
El 2007 la població en edat de treballar era de 486 persones, 359 eren actives i 127 eren inactives. De les 359 persones actives 347 estaven ocupades (183 homes i 164 dones) i 11 estaven aturades (6 homes i 5 dones). De les 127 persones inactives 50 estaven jubilades, 56 estaven estudiant i 21 estaven classificades com a «altres inactius».

### Ingressos
El 2009 a Saint-Sulpice hi havia 258 unitats fiscals que integraven 757 persones, la mediana anual d'ingressos fiscals per persona era de 22.208 €.

### Activitats econòmiques
Dels 27 establiments que hi havia el 2007, 1 era d'una empresa de fabricació d'altres productes industrials, 7 d'empreses de construcció, 3 d'empreses de comerç i reparació d'automòbils, 2 d'empreses financeres, 2 d'empreses immobiliàries, 7 d'empreses de serveis, 3 d'entitats de l'administració pública i 2 d'empreses classificades com a «altres activitats de serveis».
Dels 7 establiments de servei als particulars que hi havia el 2009, 1 era un paleta, 2 guixaires pintors, 1 lampisteria, 2 electricistes i 1 perruqueria.
L'any 2000 a Saint-Sulpice hi havia 25 explotacions agrícoles que ocupaven un total de 90 hectàrees.

## Equipaments sanitaris i escolars
El 2009 hi havia una escola elemental.

## Poblacions més properes
El següent diagrama mostra les poblacions més properes.